# Adama Dhee
Adama Dhee, né le 19 novembre 1993, est un joueur international français de futsal.
Adama Dhée commence le futsal au Vision Nova Arcueil en Championnat de France puis Division 2. Relégué au niveau régional, il rejoint l'AS Bagneux Futsal en première division en 2014. Après deux saisons en D1, il quitte le club sur une nouvelle relégation. Il intègre le Paris ACASA en D2, mais le quitte durant la mi-saison pour le Torcy Futsal en régional. Promu en D2, il reste la première saison à ce niveau et devient international. En 2019, il rejoint le Nantes MF. 
Au début de 2019, alors joueur en deuxième division, Adama Dhee est appelé pour des matchs amicaux en équipe de France. Ayant rejoint le club nantais, il prend ensuite part aux qualifications pour la Coupe du monde 2020.

## Biographie

### En club
Adama Dhée commence le futsal en 2012 au Vision Nova Arcueil. Promu en Championnat de France 2012-2013, l'équipe est reléguée en Division 2 créée en 2013-2014 mais ne s'y maintient pas.  
En 2014, il rejoint l'AS Bagneux Futsal en première division. Lors de la seconde saison, en mars 2016, l'équipe est dernière au classement et n’a remporté qu’un seul match jusque-là. Dhée inscrit un doublé en fin de match pour une victoire chez le FC Picasso Echirolles, autre mal classé (4-7). Terminant avant-dernière, l'équipe est reléguée en fin de championnat.   
À l'été 2016, Adama intègre le Paris ACASA futsal en Division 1. Mais dès janvier 2017, il quitte le club pour le Torcy Futsal. Au terme de la saison, l'équipe termine deuxième de Régionale 1 d'Ile-de-France et accède en D2. À Torcy, Adama joue notamment avec son frère Mbaré et l'ex-international français Jonathan Chaulet et inscrit un triplé à Hérouville en début de saison. Au terme de la saison, Adama est appelé en équipe de France.  
Pour la saison 2019-2020, Dhée quitte sa région parisienne natale pour s'engager avec le Nantes Métropole Futsal en première division. À la suite de cette saison, avortée par l'épidémie de Coronavirus, Adama quitte le NMF.

### En équipe nationale
En avril 2019, à 25 ans et terminant sa seconde saison à Torcy, promu en Division 2, Adama Dhee est sélectionné en équipe de France pour deux matchs amicaux contre l'Angleterre à Besançon (victoires 1-0 et 6-0), puis de nouveau en mai pour deux nouvelles rencontres en Argentine,. 
En septembre, il prend part à deux amicaux contre la Finlande. Il marque un but et donne une passe décisive à Sid Belhaj lors du premier match (victoire 4-3). Il récidive dans le second : après une passe décisive pour Landry N'Gala, ce dernier lui rend son offrande pour creuser l'écart (2-0) mais les Bleus s'inclinent (2-3). 
En octobre 2019, il est convoqué avec son coéquipier du Nantes MF, Steve Bendali, alors que la France accueille pour la première fois un tour principal de qualification à une Coupe du monde.
Fin janvier 2020, Dhée fait partie de la sélection qui affronte la Serbie, l'Espagne et l'Ukraine pour tenter de se qualifier pour la première fois pour une Coupe du monde.

## Style de jeu
À son arrivée au Nantes MF, l'entraîneur franco-espagnol Fabrice Gacougnolle déclare être satisfait de compter sur ce nouvel élément « rapide avec une belle capacité à éliminer et capable de jouer des 2 pieds ».
En janvier 2020, le capitaine de l'équipe de France Djamel Haroun qualifie Adama Dhee d'« imprévisible. Il est surprenant. Il est capable de dribbler, frapper pied droit, pied gauche, de pouvoir faire des choses où on ne l'attend pas. (...) c'est aussi le boute-en-train. Il sort les vannes, il chambre tout le monde, il met l'ambiance. C'est un chouette type ».